# Леонов, Виктор Петрович
Виктор Петрович Леонов (1924—1944) — советский фронтовой разведчик в годы Великой Отечественной войны, Герой Советского Союза (22.02.1944). Гвардии старший сержант.

## Биография
Родился в 1924 году (в отдельных источниках встречается конкретная дата — 29 апреля) в селе Спасское, ныне — Венгерово Венгеровского района Новосибирской области. По некоторым данным, мать — уроженка Спасского, отец — родом из Кыштовского района. Также у Виктора был младший брат Борис. После окончания неполной средней школы работал в совхозе. Позднее вместе с семьёй переехал в Азербайджанскую ССР.
В 1941 году был призван на службу в Рабоче-крестьянскую Красную Армию (по другим данным — добровольно ушёл на фронт после гибели отца-пограничника). Местом призыва стал посёлок Али-Байрамлы.
С октября 1941 года — на фронтах Великой Отечественной войны. В октябре-декабре 1941 года воевал на Юго-Западном фронте, с июля 1942 года последовательном воевал на Закавказском и Северо-Кавказском фронтах, участвовал в Битве за Кавказ, Краснодарской наступательной операции, попытках прорыва «Голубой линии». К сентябрю 1943 года гвардии старший сержант Виктор Леонов командовал отделением 106-й гвардейской отдельной разведроты 110-й гвардейской стрелковой дивизии 37-й армии Степного фронта. Отличился во время битвы за Днепр.
30 сентября 1943 года отделение под командованием Виктора Леонова переправилось через Днепр в районе села Куцеволовка Онуфриевского района Кировоградской области Украинской ССР и в течение пяти суток вело разведку вражеских позиций на его западном берегу, захватило 4 (по другим сведениям — 2) «языков» и важные документы. В ночь с 8 на 9 октября 1943 года поднял своё отделение в атаку и захватил несколько немецких окопов на высоте 177,0. Во время отражения вражеской контратаки отделение Виктора Леонова уничтожило 3 танка, сам Виктор Леонов, по некоторым данным, под сильным огнём противника вынес с поля боя тяжелораненого и тела двух погибших бойцов. В тех боях Леонов был ранен, но продолжал сражаться.
Указом Президиума Верховного Совета СССР «О присвоении звания Героя Советского Союза генералам, офицерскому, сержантскому и рядовому составу Красной Армии» от 22 февраля 1944 года за «за образцовое выполнение боевых заданий командования при форсировании реки Днепр, развитие боевых успехов на правом берегу реки и проявленные при этом отвагу и геройство» гвардии старший сержант Виктор Леонов был удостоен звания Героя Советского Союза с вручением ордена Ленина и медали «Золотая Звезда» за номером 3994.
Впоследствии был ещё раз ранен, но вновь вернулся в строй (по другим данным, всего имел шесть ранений). Воевал на 2-м Прибалтийском фронте. 24 (по другим данным — 26) декабря 1944 года, будучи начальником отделения разведки тяжёлой артиллерийской бригады в составе артиллерийской дивизии прорыва, Виктор Леонов погиб в боях на территории Латвийской ССР, в районе городов Добеле и Ауце.
Похоронен на воинском кладбище в городе Добеле.

## Награды
- Герой Советского Союза (22.02.1944)
- Орден Ленина (22.02.1944)
- ордена Отечественной войны 1-й (10.07.1945, посмертно) и 2-й (3.02.1944) степеней
- Медаль «За боевые заслуги» (21.07.1943)[6]
- Также есть сведения, что имел медали медалью «За отвагу» (17.07.1943)[10] и «За оборону Кавказа»[11], а уже после гибели посмертно был награждён орденом Отечественной войны 1-й степени «второй раз»[4], но при этом нет никаких данных об его «первом награждении» орденом Отечественной войны 1-й степени.

## Память
Новосибирская область
- В селе Венгерово в честь героя названа улица[5][6].
- 7 февраля 2000 года Венгеровской средней общеобразовательной школе № 1 было присвоено имя Героя Советского Союза Виктора Петровича Леонова[12]. 22 февраля 2017 года в школе была открыта мемориальная доска В. П. Леонову[13].

Карачаево-Черкесия
Виктора Леонова также помнят в Карачаево-Черкесии. В местных источниках Герой указан как уроженец станицы Зеленчукской Зеленчукского района, село Спасское и Новосибирскую область эти источники не упоминают. При этом в официальных документах (например, в донесении о потерях) вполне явно местом рождения обозначено село Венгеровка Венгеровского района Новосибирской области. Ошибочное указание на Зеленчукскую как место рождения В. П. Леонова, как и, вероятно, интерес к памяти героя в Карачаево-Черкесии связаны с тем, что в послевоенные годы в станице проживал брат Виктора — Борис Петрович Леонов (согласно данным о родственниках воинов, захороненных на братском кладбище у лютеранской церкви, на Церковной площади города Добеле, которые были собраны райвоенкоматом Добельского района и ныне хранятся в Елгаве, в Латвии). По некоторым сведениям, после первого ранения судьба Виктора оставалась неизвестной для родственников и была установлена лишь через 30 лет после его гибели. Некоторую ясность в вопрос вносит документ — список личного состава 364-го запасного стрелкового полка, составленный летом 1944 года: там местом рождения В. П. Леонова указано село Венгерово Новосибирской области, и там же в графе «близкие родственники» указан дядя Соловьев Степан Александрович, проживающие: Ставропольский край, ст. Зеленчук, ул. Красная, д. 168 (как правило, такие документы составлялись со слов самих бойцов, поэтому Леонов явно поддерживал связь с родственниками в Зеленчуке).
- В Черкесске есть улица Леонова (бывшая Зольная)[4][17].
- Есть данные, что существующая в станице Зеленчукской улица Леонова названа именно в честь Виктора Леонова[18].
- Среди установленных в 2010 году памятных досок героям-землякам в составе мемориала памяти павших защитников Отечества в центральном парке станицы Зеленчукской есть именная доска Виктору Леонову[19].
- 9 декабря 2014 года в средней общеобразовательной школе № 1 станицы Зеленчукской по инициативе Общероссийского народного фронта была открыта мемориальная доска герою[4][20]. 19 сентября 2017 года постановлением администрации Зеленчукского района школе № 1 было присвоено имя Героя Советского Союза Виктора Петровича Леонова[21].

Латвийская ССР
- По некоторым данным, до распада СССР (до 1990 года) улица Леонова также существовала в городе Добеле[6].